# Patagioenas speciosa
Patagioenas speciosa là một loài chim trong họ Columbidae.